# Ireneo Aleandri
Ireneo Aleandri (ur. 8 kwietnia 1795 w San Severino Marche, zm. 6 marca 1885 w Maceracie) – włoski architekt i budowniczy.

## Biografia
Ireneo Aleandri urodził się w San Severino Marche 8 kwietnia 1795 roku. Studiował w rzymskiej Akademii Świętego Łukasza. Był uczniem Raffaela Sterna i Giuseppe Camporesego. Po powrocie do Marchii w 1819 roku został inżynierem miejskim w San Severino. W 1823 roku zlecono mu zaprojektowanie teatru na otwartym powietrzu w Maceracie. Amfitear (wł. Sferisterio) został ukończony w 1829 roku. Aleandri prowadził wiele prac budowlanych na terenie Marchii i Umbrii. Został architektem kard. Giovanniego Antonia Benvenutiego, ordynariusza Osimo. Architektowi powierzono kwestie budowlane Spoleto i całej prowincji.
W projektowaniu Aleandri starał się odpowiadać na praktyczne potrzeby obywateli, wzorując się na architektach XV i początku XVI wieku. Ireneo Aleandri zmarł w Maceracie 6 marca 1885 roku.

## Ważniejsze projekty
Ważniejszymi budowlami zaprojektowanymi przez Ireneo Aleandriego były:
- 1823–1829 – Sferisterio w Maceracie
- 1823 – teatr w San Severino
- 1841–1846 – teatr w Ascoli Piceno
- 1846–1853 – wiadukt łączący Albano z Ariccią
- 1854–1864 – teatr w Spoleto
- 1854–1864 – dzwonnica i renowacja fasady kolegiaty w Otricoli
- 1854–1864 – fasada ratusza w Foligno